# 合齒獸屬
合齒獸屬（學名：Syodon）是已滅絕合弓綱的一屬，屬於恐頭獸亞目的合齒獸科。化石是一些頭顱骨與顱後骨骼，發現於俄羅斯的彼爾姆州、奧倫堡州、韃靼斯坦，地質年代為二疊紀中期。頭顱骨的長度為22公分，完整的身長估計約1.2公尺，是種小型恐齒獸類。